# Seven Stones (rif)
De Seven Stones zijn een verzameling rotsen in de Atlantische Oceaan voor de kust van Cornwall in het Verenigd Koninkrijk
De Seven Stones liggen iets minder dan 30 km ten westen van Land's End en ongeveer 13 km ten noordoosten van de Scilly-eilanden. De rotsen vormen een gevaarlijk obstakel voor de scheepvaart van en naar het Kanaal van Bristol. Om de Seven Stones te markeren ligt ca. 5 km ten noordoosten ervan een lichtschip.
Een van de vele schepen die op de Seven Stones zijn gestrand was de Torrey Canyon, 's werelds eerste supertanker, die hier op 18 maart 1967 aan de grond liep. Dit had een milieuramp tot gevolg waarbij de kusten van Cornwall en Bretagne ernstig met ruwe olie werden vervuild.
Civil parishes in het ceremoniële graafschap Cornwall:

Advent · 
Altarnun · 
Antony · 
Blisland · 
Boconnoc · 
Bodmin · 
Botusfleming · 
Boyton · 
Breage · 
Broadoak · 
Bryher · 
Bude-Stratton · 
Budock · 
Callington · 
Calstock · 
Camborne · 
Camelford · 
Cardinham · 
Carharrack · 
Carn Brea · 
Chacewater · 
Colan · 
Constantine · 
Crantock · 
Crowan · 
Cubert · 
Cuby · 
Cury · 
Davidstow · 
Deviock · 
Dobwalls and Trewidland · 
Duloe · 
Egloshayle · 
Egloskerry · 
Falmouth · 
Feock · 
Forrabury and Minster · 
Fowey · 
Germoe · 
Gerrans · 
Grade-Ruan · 
Grampound with Creed · 
Gunwalloe · 
Gweek · 
Gwennap · 
Gwinear-Gwithian · 
Hayle · 
Helland · 
Helston · 
Illogan · 
Jacobstow · 
Kea · 
Kenwyn · 
Kilkhampton · 
Ladock · 
Landewednack · 
Landrake with St. Erney · 
Landulph · 
Laneast · 
Lanhydrock · 
Lanivet · 
Lanlivery · 
Lanner · 
Lanreath · 
Lansallos · 
Lanteglos · 
Launcells · 
Launceston · 
Lawhitton Rural · 
Lesnewth · 
Lewannick · 
Lezant · 
Linkinhorne · 
Liskeard · 
Looe · 
Lostwithiel · 
Ludgvan · 
Luxulyan · 
Mabe · 
Madron · 
Maker-with-Rame · 
Manaccan · 
Marazion · 
Marhamchurch · 
Mawgan-in-Meneage · 
Mawgan-in-Pydar · 
Mawnan · 
Menheniot · 
Mevagissey · 
Michaelstow · 
Millbrook · 
Morvah · 
Morval · 
Morwenstow · 
Mullion · 
Mylor · 
Newquay · 
North Hill · 
North Petherwin · 
North Tamerton · 
Otterham · 
Padstow · 
Paul · 
Pelynt · 
Penryn · 
Penzance · 
Perranarworthal · 
Perranuthnoe · 
Perranzabuloe · 
Philleigh · 
Pillaton · 
Porthleven · 
Portreath · 
Poundstock · 
Probus · 
Quethiock · 
Redruth · 
Roche · 
Ruanlanihorne · 
Saltash · 
Sancreed · 
Sennen · 
Sheviock · 
Sithney · 
South Hill · 
South Petherwin · 
St. Agnes (Scilly-eilanden) · 
St. Agnes (Cornwall) · 
St Allen · 
St. Anthony-in-Meneage · 
St. Blaise · 
St. Breock · 
St. Breward · 
St. Buryan · 
St. Cleer · 
St. Clement · 
St. Clether · 
St. Columb Major · 
St. Day · 
St. Dennis · 
St. Dominick · 
St. Endellion · 
St. Enoder · 
St. Erme · 
St Erth · 
St. Ervan · 
St. Eval · 
St. Ewe · 
St. Gennys · 
St Germans · 
St. Gluvias · 
St. Goran · 
St. Hilary · 
St Issey · 
St Ive · 
St Ives · 
St John · 
St. Juliot · 
St Just · 
St. Just-in-Roseland · 
St Keverne · 
St Kew · 
St. Keyne · 
St Levan · 
St. Mabyn · 
St. Martin-by-Looe · 
St Martin-in-Meneage · 
St. Martin's · 
St. Mary's · 
St. Mellion · 
St Merryn · 
St Mewan · 
St. Michael Caerhays · 
St. Michael Penkevil · 
St Michael's Mount · 
St. Minver Highlands · 
St. Minver Lowlands · 
St Neot · 
St. Newlyn East · 
St. Pinnock · 
St. Sampson · 
St Stephen-in-Brannel · 
St. Stephens by Launceston Rural · 
St. Teath · 
St. Thomas the Apostle Rural · 
St Tudy · 
St Veep · 
St. Wenn · 
St Winnow · 
Stithians · 
Stokeclimsland · 
Tintagel · 
Torpoint · 
Towednack · 
Tregoney · 
Tremaine · 
Treneglos · 
Tresco · 
Tresmeer · 
Trevalga · 
Treverbyn · 
Trewen · 
Truro · 
Tywardreath and Par · 
Veryan · 
Wadebridge · 
Warbstow · 
Warleggan · 
Week St. Mary · 
Wendron · 
Werrington · 
Whitstone · 
Withiel · 
Zennor